# Augustine Njoku
Augustine Chimezie Njoku (2 agosto 2004) è un calciatore nigeriano, difensore dell'Abia Warriors, di cui è capitano.

## Caratteristiche tecniche
Gioca come terzino destro.

## Carriera

### Club
Njoku è cresciuto nel settore giovanile dell'Abia Warriors, dove ha debuttato il 14 marzo 2021 nell'incontro di Nigeria Premier League vinto 4-1 contro il Kano Pillars. Ha segnato il suo primo gol il 6 gennaio 2022 contro il Nasarawa United. Nell'ottobre del 2023 è stato nominato capitano della squadra.

### Nazionale
Nel maggio del 2023 è stato convocato dalla nazionale Under-20 nigeriana per disputare il campionato mondiale di categoria.

## Statistiche

### Presenze e reti nei club
Statistiche aggiornate al 28 aprile 2024.
| Stagione        | Squadra         | Campionato      | Campionato | Campionato | Coppe nazionali | Coppe nazionali | Coppe nazionali | Coppe continentali | Coppe continentali | Coppe continentali | Altre coppe | Altre coppe | Altre coppe | Totale | Totale |
| Stagione        | Squadra         | Comp            | Pres       | Reti       | Comp            | Pres            | Reti            | Comp               | Pres               | Reti               | Comp        | Pres        | Reti        | Pres   | Reti   |
| --------------- | --------------- | --------------- | ---------- | ---------- | --------------- | --------------- | --------------- | ------------------ | ------------------ | ------------------ | ----------- | ----------- | ----------- | ------ | ------ |
| 2020-2021       | Abia Warriors   | NPL             | 16         | 0          | CN              | 0               | 0               |                    | -                  | -                  |             | -           | -           | 16     | 0      |
| 2021-2022       | Abia Warriors   | NPL             | 28         | 1          | CN              | 0               | 0               |                    | -                  | -                  |             | -           | -           | 28     | 1      |
| 2022-2023       | Abia Warriors   | NPL             | 4          | 0          | CN              | 0               | 0               |                    | -                  | -                  |             | -           | -           | 4      | 0      |
| 2023-2024       | Abia Warriors   | NPL             | 26         | 1          | CN              | 0               | 0               |                    | -                  | -                  |             | -           | -           | 26     | 1      |
| Totale carriera | Totale carriera | Totale carriera | 74         | 2          |                 | 0               | 0               |                    | -                  | -                  |             | -           | -           | 74     | 2      |

## Palmarès

### Individuale
- XI All Star Team della Coppa delle nazioni africane Under-20: 1

Egitto 2023